# Benedykta Mackieło
Benedykta Mackieło (1 de maio de 1893 – 1 de janeiro de 2007) foi uma supercentenária lituana-polonesa.

## Biografia
Benedykta nasceu em Torów (ou Torowo Wielkie), uma vila lituana perto de Vilnius que ficava dentro das fronteiras polonesas antes da Segunda Guerra Mundial. Ela morava lá com seus pais, duas irmãs e dois irmãos.
Ela chegou a Ostróda como repatriante após a Segunda Guerra Mundial. Lá, ela era uma das primeiras trabalhadoras em uma serraria local. Ela foi casada com Bronisław Mackieło (1898–1996) por 80 anos e eles tiveram dois filhos. Entrevistada no seu aniversário de 111 anos, ela falou que não se lembrava da Primeira Guerra Mundial, mas lembrou bastante da Segunda Guerra Mundial. Ela também disse que seu casamento ocorreu em 7 de fevereiro e que as celebrações de casamento duraram uma semana inteira (o que não é uma prática incomum em algumas partes da Polônia).
Ela morreu em 1 de janeiro de 2007 aos 113 anos e 245 dias. Ela está enterrada no cemitério comunal em Ostróda, na Voivodia de Vármia-Masúria.
Até agora, sua idade não é verificada por organizações de pesquisa de gerontologia.